# Schiavon
Schiavon je obec  v italské provincii Vicenza v Benátsku, leží 30 km od Dolomit, 18 km jihozápadně od Vicenzy a 6 km severovýchodně od Bassana del Grappa.
K 31. 12. 2023 zde žilo 2 618 obyvatel.

## Historie

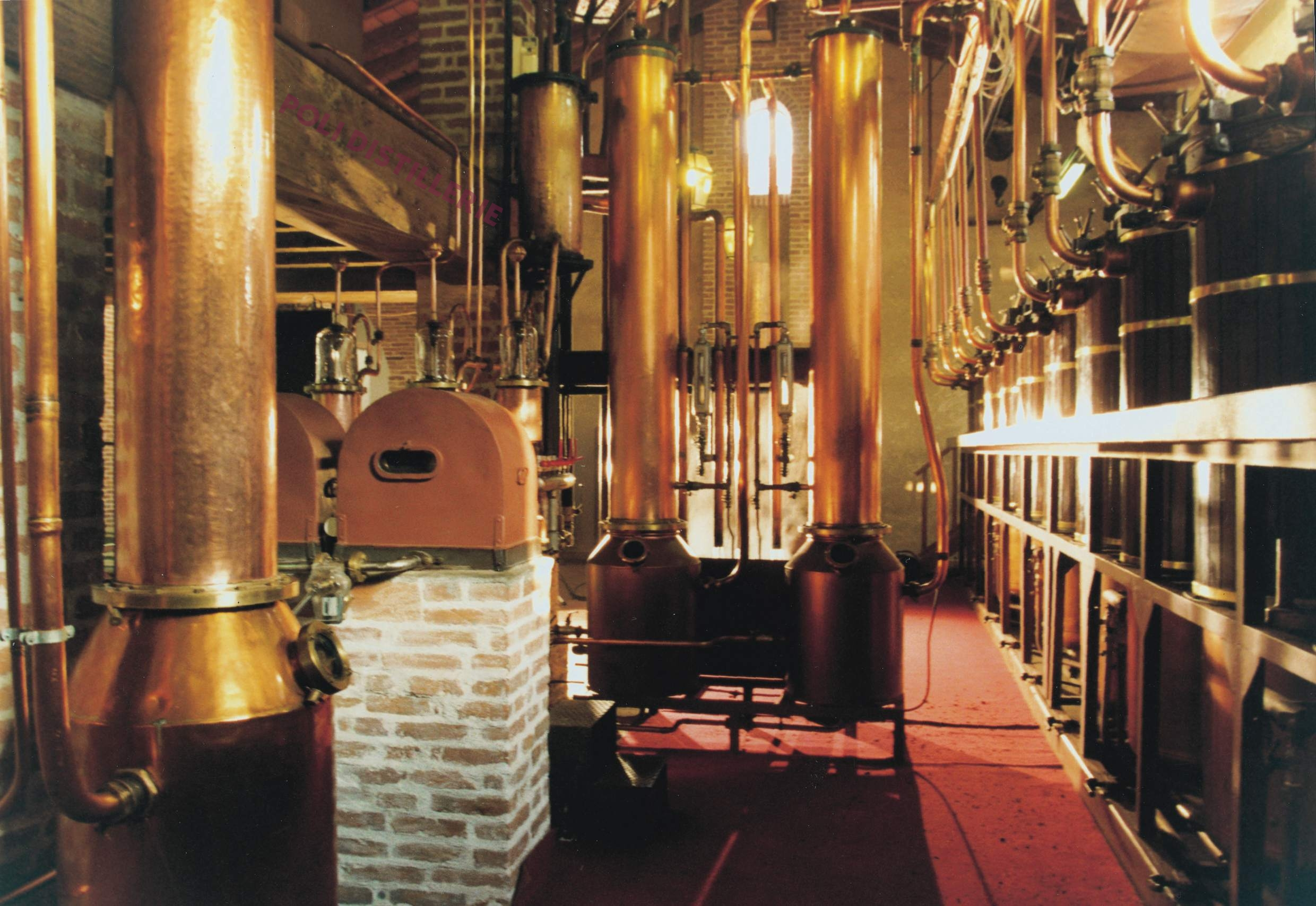
Distilerie Poli (v roce 2000)

Ojedinělé archeologické nálezy dokládají osídlení v době římské. Nejstarší písemná zmínka o obci pochází z roku 1146, kdy ji ovládala rodina Ezzelini. 
V roce 1910 byla obec připojena k železniční trati Vicenza-Bassano.

## Hospodářství
Od roku 1908 do současnosti zde působí distilerie Poli, která vyrábí grappu a provozuje vlastní muzeum.   

## Památky
- Středověký farní kostel sv. Markéty byl přestavěn na přelomu 17. a 18. století.
- Kostel sv. Jana Křtitele, v místní části Longa; byl přestavěn v 19. století
- Villa Chiericati Cabianca Lambert Showa, stavba ze 16. století (dochované fresky namaloval Ludovico Pozzoserrato), v 19. století vilu přestavěl Antonio Caregaro; uvnitř je oratoř Nanebevzetí Panny Marie
- Villa Palazzi Basso Cuman, zvaná "Palazzon"
- další starobylé vilyː Vlla Mascarello, Villa Rota

## Sport
- Memoriál Gerryho Gasparotta - okružní cyklistický závod, který se od roku 2016 každoročně jede kolem Schiavonu.

## Slavní rodáci
- Pietro Parolin (* 1955) – italský kardinál a biskupský sekretář
- Adriano Passuello (* 1942) – italský silniční cyklista

## Partnerská města
- Monte Belo do Sul, Brazílie